# Michal Šanda
 (janvier 2019).
Si vous disposez d'ouvrages ou d'articles de référence ou si vous connaissez des sites web de qualité traitant du thème abordé ici, merci de compléter l'article en donnant les références utiles à sa vérifiabilité et en les liant à la section « Notes et références ».
Michal Šanda (né le 10 décembre 1965 à Prague) est un écrivain et poète tchèque.

## Biographie
Il a passé son enfance à Prague dans le quartier Smichov. Après le baccalauréat au Lycée de Jan Neruda il a exercé beaucoup de métiers différents: lapicide, magasinier, bouquiniste etc. Depuis 1993 il travaille dans l'Institut de théâtre comme archiviste.

## Œuvre

### Travail collectif
- Generál v umyvadle plném blues, Větrné mlýny Brno  (ISBN 978-80-7443-467-9), 2022

### Collections de poésie
- stoa, KIC Brno, 1994
- Ošklivé příběhy z krásných slov, Protis Prague,  (ISBN 80-85940-20-5), 1996
- Metro, Protis Prague,  (ISBN 80-85940-48-5), 1998 un 2005
- Dvacet deka ovaru, Klokočí a Knihovna Jana Drdy Prague,  (ISBN 80-86240-05-3), 1998
- Býkárna, Druhé město Brno,  (ISBN 80-7227-252-7) un Milan Ohnisko un Ivan Wernisch, 2006
- Remington pod kredencí, Protis Prague,  (ISBN 978-80-7386-050-9), 2009
- Rabování samozvaného generála Rona Zacapy v hostinci U Hrocha, Nakladatelství Pavel Mervart Červený Kostelec,  (ISBN 978-80-7465-155-7), 2015

### Prose
- Blues 1890-1940, Petrov Brno,  (ISBN 80-7227-067-2), 2000
- Obecní radní Stoklasné Lhoty vydraživší za 37 Kč vycpaného jezevce pro potřeby školního kabinetu, Petrov Brno,  (ISBN 80-7227-110-5), 2001
- Sudamerická romance, Petrov Brno,  (ISBN 80-7227-164-4), 2003
- Španělské ptáčky, Větrné mlýny Brno, ISSN 1213-7022, 2006
- Kecanice, Protis Prague,  (ISBN 80-85940-75-2), 2006
- Dopisy, Dybbuk Prague,  (ISBN 978-80-86862-85-9) un Karel Havlíček Borovský, 2009
- Sorento, Větrné mlýny Brno,  (ISBN 978-80-7443-048-0), 2011
- Sebrané spí si, Nakladatelství Petr Štengl Prague,  (ISBN 978-80-87563-04-5), 2012
- Špacírkou přes čenich!, Nakladatelství Paseka Prague et Litomyšl,  (ISBN 978-80-7432-296-9), 2013
- MUDr. PhDr. Jarmila Beichtenová: Kazuistika pacientů Michala Šandy a Jakuba Šofara – literární anamnéza, Novela bohemica Prague,  (ISBN 978-80-87683-28-6), 2014
- Jakápak prdel, Týnská literární kavárna Prague,  (ISBN 978-80-903065-9-2) un Druhé město Brno,  (ISBN 978-80-7227-364-5), 2015 un Ivan Wernisch
- Autorské poznámky k divadelní grotesce Sráči, Nakladatelství Petr Štengl Prague,  (ISBN 978-80-87563-35-9), 2015
- Masná kuchařka mistra řezníka z Nelahozevsi Antonína Dvořáka, Dybbuk Prague,  (ISBN 978-80-7438-152-2), 2016
- Údolí, Dybbuk Prague,  (ISBN 978-80-7438-469-1 et 978-80-7438-472-1), 2017
- Hemingwayův býk, Milan Hodek | Paper Jam Hradec Králové,  (ISBN 978-80-87688-79-3), 2018
- Umyvadlo plné vajglů, Dybbuk Prague,  (ISBN 978-80-7438-227-7), 2020
- Mozek z blázna, Malvern Prague,  (ISBN 978-80-7530-450-6),2023
- Grotesky, Malvern Prague,  (ISBN 978-80-7530-541-1),2024

### Livres pour enfants
- Merekvice, Dybbuk Prague,  (ISBN 978-80-86862-53-8), 2008
- Oskarovy rybářské trofeje, Novela bohemica Prague,  (ISBN 978-80-87683-38-5), 2014
- Dr. Moul, Michal Šanda Prague,  (ISBN 978-80-270-3653-0), 2018
- Kosáku, co to máš v zobáku?, Meander Prague,  (ISBN 978-80-7558-105-1), 2019
- Rukulíbám, Meander Prague,  (ISBN 978-80-7558-133-4), 2020
- Tibbles, Meander Prague,  (ISBN 978-80-7558-165-5), 2021
- Viktor & Віктор, Meander Prague,  (ISBN 978-80-7558-177-8), 2022
- Tibbles the Cat, Albatros Media Group Prague,  (ISBN 978-80-00-07005-6), 2023
- Lední medvěd Rio zachraňuje prales, Meander Prague,  (ISBN 978-80-7558-223-2), 2023
- Kruh, Meander Prague,  (ISBN 978-80-7558-239-3), 2023
- Hravě o dopravě, Meander Praha,  (ISBN 978-80-7558-264-5), 2024
- Čtverec, Meander Praha,  (ISBN 978-80-7558-267-6), 2024